# ورخ-کاتونسکویه
ورخ-کاتونسکویه (به لاتین: Verkh-Katunskoye) یک منطقهٔ مسکونی در روسیه است که در سرزمین آلتای واقع شده‌است.